# Wallerfangen
Wallerfangen (in francese Vaudrevange) è un comune tedesco di 9 220 abitanti, situato nel land della Saarland.